# Porto das Ribeiras
O Porto das Ribeiras é uma instalação portuária portuguesa, localizada na Freguesia das Ribeiras, concelho das Lajes do Pico, ilha do Pico, arquipélago dos Açores.
Esta instalação portuária que é principalmente utilizada para fins piscatórios e de recreio foi o em 21 de Abril de 1831 o lugar por onde desembarcou o Duque da Terceira, António José de Sousa Manuel de Menezes Severim de Noronha, então Conde de Vila Flor, provindo da ilha Terceira, com o objectivo de trazer a ilha do Pico para a causa da Rainha D. Maria II de Portugal, fazendo aplicar a Divisão Constitucional.